# Passenger (альбом Passenger)
Passenger — перший і єдиний повноформатний альбом шведського гурту Passenger, виданий у 2003 році лейблом Century Media. Альбом було записано на Studio Fredman під керівництвом Фредріка Нурдстема (зведення) та Йорана Фіннберга (мастеринг).
Оформленням альбому займався відомий шведський дизайнер обкладинок музичних альбомів, гітарист гурту Dark Tranquillity Ніклас Сундін. Фотосет гурту до альбому виконав Томмі Гельгессон, більш відомий як «Snowy Shaw».

## Список пісень
| #   | Назва              | Тривалість |
| --- | ------------------ | ---------- |
| 1.  | «In Reverse»       | 2:56       |
| 2.  | «In My Head»       | 4:15       |
| 3.  | «For You»          | 2:58       |
| 4.  | «Just The Same»    | 3:13       |
| 5.  | «Carnival Diaries» | 3:55       |
| 6.  | «Circus»           | 4:17       |
| 7.  | «Rain»             | 3:14       |
| 8.  | «Circles»          | 4:44       |
| 9.  | «I Die Slowly»     | 3:36       |
| 10. | «Used»             | 3:52       |
| 11. | «Eyes of My Mind»  | 5:28       |

| Додаткові треки | Додаткові треки        | Додаткові треки |
| #               | Назва                  | Тривалість      |
| --------------- | ---------------------- | --------------- |
| 12.             | «Drowning City (демо)» | 4:51            |
| 13.             | «Clowns (демо)»        | 3:24            |

## Список учасників
Учасники гурту
- Андерс Фріден — вокал
- Ніклас Енгелін — гітара
- Гокан Скугер — бас-гітара
- Патрік Стен — ударні

Запрошені музиканти
- П'єр Стен — клавішні